# Konstantin Pysin
Konstantin Gieorgijewicz Pysin (ros. Константин Георгиевич Пысин, ur. 25 grudnia 1910 we wsi Jekatierinowka w guberni permskiej, zm. 22 stycznia 1984 w Moskwie) – radziecki polityk, I sekretarz Ałtajskiego Krajowego Komitetu KPZR (1955-1961), członek KC KPZR (1956-1971), minister gospodarki rolnej ZSRR (1962-1963).
1926-1929 studiował w uczelni pedagogicznej w Kungurze, 1929-1931 był wiejskim nauczycielem w obwodzie uralskim, 1931-1935 studiował w Instytucie Rolniczym w Permie, 1935-1937 starszy zootechnik rejonowego oddziału rolniczego w obwodzie swierdłowskim, 1937-1938 w Armii Czerwonej, słuchacz szkoły partyjnej Zakaukaskiego Okręgu Wojskowego, od 1939 w WKP(b). 1938-1941 asystent Instytutu Rolniczego w Permie/Mołotowie, kandydat nauk rolniczych, 1941-1945 instruktor, zastępca kierownika wydziału rolnego, zastępca sekretarza obwodowego komitetu WKP(b) w Mołotowie ds. hodowli, 1945-1946 zastępca przewodniczącego Komitetu Wykonawczego Rady Obwodowej w Mołotowie. Od kwietnia 1946 do 1947 III sekretarz Komitetu Obwodowego WKP(b) w Mołotowie, od stycznia 1948 do czerwca 1949 przewodniczący Komitetu Wykonawczego Rady Obwodowej w Mołotowie, od maja 1949 do lipca 1955 przewodniczący Komitetu Wykonawczego Ałtajskiej Rady Krajowej. Od lipca 1955 do 18 marca 1961 I sekretarz Ałtajskiego Krajowego Komitetu KPZR, od 25 lutego 1956 do 30 marca 1971 członek KC KPZR, od marca 1961 do 25 kwietnia 1962 I zastępca ministra gospodarki rolnej ZSRR, a od 25 kwietnia 1962 do 8 marca 1963 minister gospodarki rolnej ZSRR. Od marca 1963 do grudnia 1964 inspektor KC KPZR, od 19 grudnia 1964 do 1 lutego 1971 I zastępca przewodniczącego Rady Ministrów Rosyjskiej FSRR, następnie na emeryturze. Deputowany do Rady Najwyższej ZSRR od 3 do 7 kadencji. Odznaczony dwoma Orderami Lenina i dwoma Orderami Czerwonego Sztandaru Pracy.